# Anders Huss (politiker)
Anders Huss (i riksdagen kallad Huss i Sollefteå), född 8 oktober 1841 i Grundsunda församling, Västernorrlands län, död 21 juli 1903 i Sollefteå församling, Västernorrlands län, var en svensk kronofogde och riksdagsman.
Anders Huss var kronofogde i Södra Ångermanlands övre fogderi. Han var ledamot av riksdagens andra kammare, invald i Ångermanlands mellersta domsagas valkrets. Skrev två egna motioner om ändring i förordningen om handelsrätt och om att en del av båtsmanshållet skulle vakansställas.